# Россетти, Мария Франческа
Мария Франческа Россетти (англ. Maria Francesca Rossetti; 17 февраля 1827 — 24 ноября 1876) — английская писательница и критик. Сестра художника Данте Габриэля Россетти, а также Уильяма Майкла Россетти и Кристины Джорджины Россетти, которая посвятила ей свою поэму «Базар гоблинов».

## Биография
Их отец, Габриэль Россетти, итальянский литературный критик, поэт-романтик и учёный, эмигрировал в Лондон в 1824 году, мать — Фрэнсис Полидори. Мария родилась в Лондоне в 1827 году.

## Литературная и религиозная жизнь
Автор «The Shadow of Dante: Being an essay towards studying himself, his world, and his pilgrimage» (опубликовано в 1871 году).
В возрасте 46 лет Мария присоединилась к Обществу Всех Святых (англиканский орден для женщин).

## Личная жизнь
Мария никогда не была замужем. Она была подругой Джона Рескина. Их романтические отношения начались когда ей было 28 лет и после того, как его брак был аннулирован.

## Смерть
Мария умерла от рака яичника в 1876 году.

## Дополнительные материалы для чтения
- Элькин, Сузанроссетти, Мария Франческа (1827—1876), автор и англиканская монахиня